# Nicole Regnier
Nicole Regnier Palacios (Cali, 28 febbraio 1995) è una calciatrice colombiana, attaccante de La Equidad della nazionale colombiana.

## Carriera

### Nazionale
Nel 2012 la Federazione calcistica della Colombia (Federación Colombiana de Fútbol - FCF) la convoca per indossare la maglia della Nazionale colombiana Under-17 iscritta all'edizione di Bolivia 2012 del Campionato sudamericano femminile Under 17 di calcio. In quell'occasione condivide con la squadra la conquista del terzo posto nel torneo ottenuto battendo per 4-0 le pari età dell'Argentina il 25 marzo 2012 allo Stadio Olimpico Patria di Sucre.
Nel 2016 il selezionatore Fabián Felipe Taborda la inserisce nella rosa della Nazionale maggiore, con la formazione che partecipa al torneo di calcio femminile dei Giochi della XXXI Olimpiade di Brasile 2016.